# Cripta della Colonia Güell
La Cripta della Colonia Güell è una delle opere incomplete di Antoni Gaudí.
Fu edificata tra il 1908 e il 1915 su incarico di Eusebi Güell per fungere da edificio religioso per i lavoratori della Colonia Güell, che si trovava a Santa Coloma de Cervelló, nei pressi di Barcellona. In seguito alla morte del conte Güell i lavori vennero interrotti e fu costruita solo la cripta, consacrata il 3 novembre 1915 dal vescovo di Barcellona, Enrique Reig y Casanova, e dedicata al Sacro Cuore di Gesù.

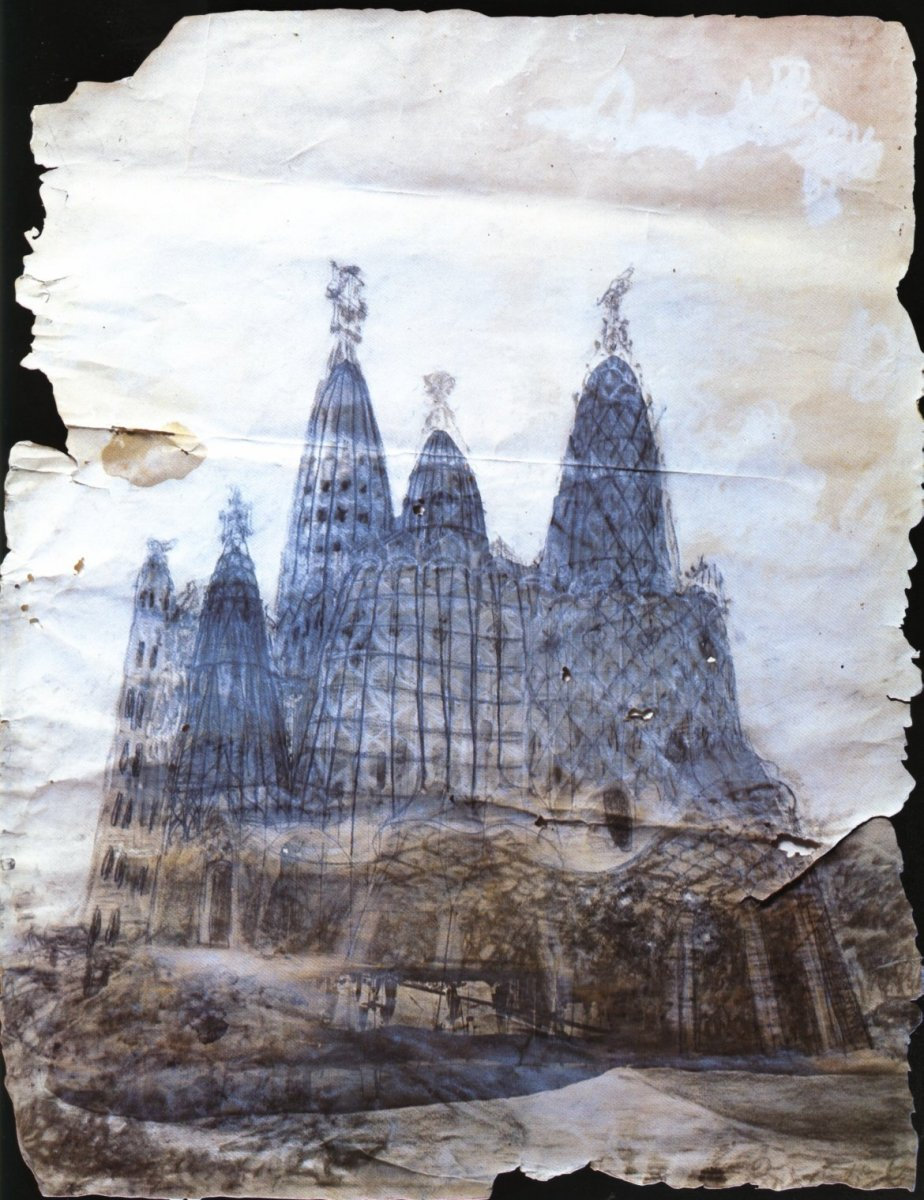
Il progetto originale di Gaudí

## Storia
Nel corso della sua storia la cripta fu assaltata e incendiata nel 1936, durante la Guerra civile spagnola, per essere quindi utilizzata come magazzino finché non fu restaurata nel 1939. Il 20 luglio 1955 fu infine trasformata in parrocchia con la benedizione del vescovo di Barcellona Gregorio Modrego.
Nel 2002 la cripta fu nuovamente restaurata su iniziativa della Diputació de Barcellona e sotto la direzione dell'architetto Antoni González Moreno-Navarro, il cui intervento suscitò aspre critiche per il mancato rispetto della volontà originale di Gaudí. Nel 2005 la cripta della Colonia Güell venne dichiarata Patrimonio dell'umanità dall'UNESCO.